# Teuira Henry
Teuira Henry (24/27 tháng 1 năm 1847 - 23 tháng 1 năm 1915) là một học giả, nhà dân tộc học, nhà dân gian học, nhà ngôn ngữ học, nhà sử học và nhà giáo dục người Tahiti. bà đã làm việc để xây dựng lại một bản thảo bị mất về lịch sử Tahiti được viết bởi ông nội của bà, nhà truyền giáo người Anh John Muggridge Orsmond, bằng cách sử dụng các ghi chú ban đầu của ông. Hầu hết các tác phẩm của bà đã được xuất bản sau khi được Bảo tàng Giám mục Bernice Pauahi xuất bản thành cuốn sách Tahiti cổ đại.

## Những năm đầu và giáo dục
Henry sinh ngày 24 tháng 1 hoặc 27 tháng 1 năm 1847, tại Tahiti, là con thứ tư và con gái lớn của Isaac S. Henry và Eliza Orsmond Henry. Ông bà nội của bà là William Henry và Sarah Maebens Henry trong khi ông bà ngoại của bà là John Muggridge Orsmond và Isabella Nelson Orsmond. Hai ông của bà là những nhà truyền giáo Tin lành đầu tiên của Anh đến Tahiti. William Henry là một phần của đội ngũ đầu tiên của Hội Truyền giáo Luân Đôn đến trên tàu Duff vào năm 1797.
Lớn lên trên Tahiti, bà được giáo dục tại trường truyền giáo do William Howe và vợ ở Papeete điều hành. Bà trở nên thông thạo tiếng Pháp, tiếng Anh và tiếng Tahiti.

## Sự nghiệp
Trở thành giáo viên của trường, bà dạy tiếng Pháp và tiếng Anh tại trường Viennot ở Papeete trong hai mươi năm. Từ năm 1890 đến 1906, Henry cũng giảng dạy tại Trường Hoàng gia và Trường Kaahumanu ở Honolulu, Hawaii.
Ông ngoại Orsmond của Henry đã thu thập được một lượng đáng kể lịch sử truyền miệng, phả hệ, thần thoại, văn hóa dân gian và kiến thức truyền thống như thiên văn học và điều hướng khi sống ở Tahiti từ năm 1817 đến khi ông qua đời vào năm 1856. Năm 1848, ông đã trình bày một bản thảo về lịch sử Tahiti cho quan chức thực dân Pháp Charles François Lavaud, nhưng nó đã bị mất trước khi nó được xuất bản ở Paris. Trong suốt cuộc đời của mình, Henry đã xây dựng lại bản thảo bị mất này bằng cách phiên âm các ghi chú ban đầu mà anh ta để lại. Henry đã thu thập thêm các tài liệu tương tự, dịch và ghi chú các tài liệu và viết các bài báo được xuất bản bởi các tạp chí như Tạp chí của Hiệp hội Polynésie.
Henry qua đời vào ngày 23 tháng 1 năm 1915, tại Paea, Papeete, Tahiti, ở tuổi 67.
Bản thảo của bà đã được xuất bản thành Tahiti cổ đại bởi Bảo tàng Giám mục Bernice Pauahi vào năm 1928. Bertrand Jaunez đã dịch nó sang tiếng Pháp vào năm 1951 với tiêu đề Tahiti aux temps anciens. Năm 1995, Dennis Kawaharada đã in lại một số câu chuyện của Henry cùng với những câu chuyện khác trong các thủ lĩnh Voyaging của Havaiʻi. 